# Список послов России и СССР в Японии
В статье представлен список послов России и СССР в Японии.

## Хронология дипломатических отношений
- 7 февраля 1855 г. — подписан Симодский трактат о торговле и границах между Россией и Японией. Фактическое установление дипломатических отношений.
- 1858 г. — открыто российское консульство в Хакодате.
- 1871 г. — открыта российская миссия в Иокогаме.
- 1875 г. — российская миссия перенесена из Иокогамы в Токио.
- 23 января (5 февраля) 1904 г. — дипломатические отношения прерваны Японией.
- 23 августа (5 сентября) 1905 г. — подписан Портсмутский мирный договор. Дипломатические отношения восстановлены.
- 1908 г. — миссии преобразованы в посольства.
- 26 октября 1917 г. — дипломатические отношения прерваны после Октябрьской революции.
- 25 февраля 1925 г. — установлены дипломатические отношения на уровне посольств.
- 9 августа 1945 г. — дипломатические отношения прерваны СССР после объявления войны Японии.
- 19 октября 1956 г. — дипломатические отношения восстановлены на уровне посольств.

## Список послов
| Срок полномочий                                                 | Посол                               | Годы жизни | Комментарии |
| --------------------------------------------------------------- | ----------------------------------- | ---------- | --- |
| Российская империя                                              |                                     |            | |
| 1 января 1871 — 15 мая 1873                                     | Евгений Карлович Бюцов              | 1837—1904  | Поверенный в делах и генеральный консул                                                                                               |
| 15 мая 1873 — 12 января 1882                                    | Кирилл Васильевич Струве            | 1835—1907  | Поверенный в делах и генеральный консул (до 3 декабря 1874), министр-резидент (3 декабря 1874—1 июля 1876), посланник (с 1 июля 1876) |
| 22 ноября 1877 — 12 августа 1879                                | Роман Романович Розен               | 1847—1921  | И.д. поверенного в делах |
| 12 января 1882 — 30 ноября 1882                                 | Михаил Фёдорович Бартоломей         | 1836—1895  | Посланник |
| 10 апреля 1883 — 20 ноября 1885                                 | Александр Петрович Давыдов          | 1838—1885  | Посланник |
| 28 января 1886 — 28 июля 1892                                   | Дмитрий Егорович Шевич              | 1839—1906  | Посланник |
| 28 июля 1892 — 30 июня 1896                                     | Михаил Александрович Хитрово        | 1837—1896  | Посланник |
| 25 февраля 1896 — 6 ноября 1897                                 | Алексей Николаевич Шпейер           | 1854—1916  | И.д. поверенного в делах |
| 4 февраля 1897 — 18 ноября 1899                                 | Роман Романович Розен               | 1847—1921  | Посланник |
| 18 ноября 1899 — 24 октября 1902                                | Александр Петрович Извольский       | 1856—1919  | Посланник |
| 1902 — 28 января 1904                                           | Роман Романович Розен               | 1847—1921  | Посланник |
| 1906 — 1908                                                     | Юрий Петрович Бахметев              | 1848—1928  | Посланник |
| 1908 — 1916                                                     | Николай Андреевич Малевский-Малевич | 1855—?     | |
| 1916 — 3 марта 1917                                             | Василий Николаевич Крупенский       | 1868—1945  | |
| Временное правительство России и «посольство без правительства» |                                     |            | |
| 1917 — 1921                                                     | Василий Николаевич Крупенский       | 1868—1945  | посол |
| 1921 — 1925                                                     | Дмитрий Иванович Абрикосов          | 1876—1951  | поверенный в делах |
| СССР                                                            |                                     |            | |
| 25 февраля 1925 — 31 января 1927                                | Виктор Леонтьевич Копп              | 1880—1930  | Полномочный представитель |
| 5 марта 1927 — 21 октября 1927                                  | Валериан Савельевич Довгалевский    | 1885—1934  | Полномочный представитель |
| 14 ноября 1927 — 24 января 1933                                 | Александр Антонович Трояновский     | 1882—1955  | Полномочный представитель |
| 29 января 1933 — 16 июня 1937                                   | Константин Константинович Юренев    | 1888—1938  | Полномочный представитель |
| 27 июля 1937 — 29 сентября 1939                                 | Михаил Михайлович Славуцкий         | 1898—1943  | Полномочный представитель |
| 29 сентября 1939 — 28 мая 1942                                  | Константин Александрович Сметанин   | 1898—1969  | Полномочный представитель (до 9 мая 1941), посол (с 9 мая 1941)                                                                       |
| 28 мая 1942 — 9 августа 1945                                    | Яков Александрович Малик            | 1906—1980  | |
| 30 декабря 1956 — 30 марта 1958                                 | Иван Фёдорович Тевосян              | 1902—1958  | |
| 15 июня 1958 — 16 июля 1962                                     | Николай Трофимович Федоренко        | 1912—2000  | |
| 16 июля 1962 — 3 апреля 1967                                    | Владимир Михайлович Виноградов      | 1921—1997  | |
| 3 апреля 1967 — 17 апреля 1976                                  | Олег Александрович Трояновский      | 1919—2003  | |
| 17 апреля 1976 — 11 февраля 1982                                | Дмитрий Степанович Полянский        | 1917—2001  | |
| 11 февраля 1982 — 27 февраля 1985                               | Владимир Яковлевич Павлов           | 1923—1998  | |
| 27 февраля 1985 — 13 мая 1986                                   | Пётр Андреевич Абрасимов            | 1912—2009  | |
| 13 мая 1986 — 7 августа 1990                                    | Николай Николаевич Соловьёв         | 1931—1998  | |
| 7 августа 1990 — 25 декабря 1991                                | Людвиг Александрович Чижов          | 1936—2023  | |
| Российская Федерация                                            |                                     |            | |
| 25 декабря 1991 — 6 сентября 1996                               | Людвиг Александрович Чижов          | 1936—2023  | |
| 6 сентября 1996 — 25 декабря 2003                               | Александр Николаевич Панов          | 1944—      | |
| 2 марта 2004 — 28 декабря 2006                                  | Александр Прохорович Лосюков        | 1943—2021  | |
| 28 декабря 2006 — 20 февраля 2012                               | Михаил Михайлович Белый             | 1945—      | |
| 20 февраля 2012 — 29 января 2018                                | Евгений Владимирович Афанасьев      | 1947—      | |
| 29 января 2018 — 25 ноября 2022                                 | Михаил Юрьевич Галузин              | 1960—      | |
| 25 ноября 2022 — 19 января 2024                                 | Геннадий Алексеевич Овечко          | 1967—      | Временный поверенный в делах |
| 19 января 2024 — настоящее время                                | Николай Станиславович Ноздрев       | 1971—      | |